# Nowy Cydzyn
Nowy Cydzyn – wieś w Polsce położona w województwie podlaskim, w powiecie łomżyńskim, w gminie Piątnica.
| SIMC    | Nazwa        | Rodzaj    |
| ------- | ------------ | --------- |
| 0403867 | Będzwyn      | część wsi |
| 0403873 | Brejnaki     | część wsi |
| 0403880 | Kurakowo     | część wsi |
| 0403896 | Ponichterowo | część wsi |
| 0403904 | Uciastek     | część wsi |

Zwyczajowo mieszkańcy wyodrębniają jeszcze:  Góry i Nowiny (Centralna i największa część wsi. Tutaj mieści się budynek nieistniejącej już Szkoły Podstawowej. Obecnie znajduje się w nim siedziba OSP w Nowym Cydzynie.)
Wierni kościoła rzymskokatolickiego należą do parafii Parafia św. Stanisława Biskupa i Męczennika w Dobrzyjałowie.

## Historia
Dawniej Cydzyń Nowy.
W latach 1921–1939 wieś leżała w województwie białostockim, w powiecie kolneńskim (od 1932 w powiecie łomżyńskim), w gminie Rogienice.
Według Powszechnego Spisu Ludności z 1921 roku wieś zamieszkiwało 321 osoby w 45 budynkach mieszkalnych. Miejscowość należała do miejscowej parafii rzymskokatolickiej w m. Dobrzyjałowo. Podlegała pod Sąd Grodzki w Stawiskach i Okręgowy w Łomży; właściwy urząd pocztowy mieścił się we wsi Mały Płock.
W latach 1975–1998 miejscowość należała administracyjnie do województwa łomżyńskiego.